# Church of Scars
| Recensione        | Giudizio |
| ----------------- | -------- |
| Album of the year | 77/100   |
| Exclaim!          | 9/10     |
| Slant             |          |

Church of Scars è l'album di debutto in studio di Bishop Briggs, pseudonimo di Sarah Grace McLaughlin. L'album è stato pubblicato il 20 aprile 2018 tramite la Island Records.

## Tracce
Tutti i testi e le musiche sono stati composti da Sarah Grace McLaughlin.
1. Tempt My Trouble – 3:13
2. River – 3:36
3. Lyin' – 3:06
4. White Flag – 3:50
5. Dream – 3:14
6. Wild Horses – 3:09
7. Hallowed Ground – 2:54
8. Water – 3:21
9. The Fire – 3:03
10. Hi-Lo (Hollow) – 4:11

Tracce bonus esclusive per Target:
11. Hold On – 2:48
12. Dream (Noah Neiman Remix) – 3:27

## Classifiche
| Classifica (2018) | Posizione massima |
| ----------------- | ----------------- |
| Australia         | 91                |
| Svizzera          | 90                |
| USA               | 29                |